# Wincent Weiss

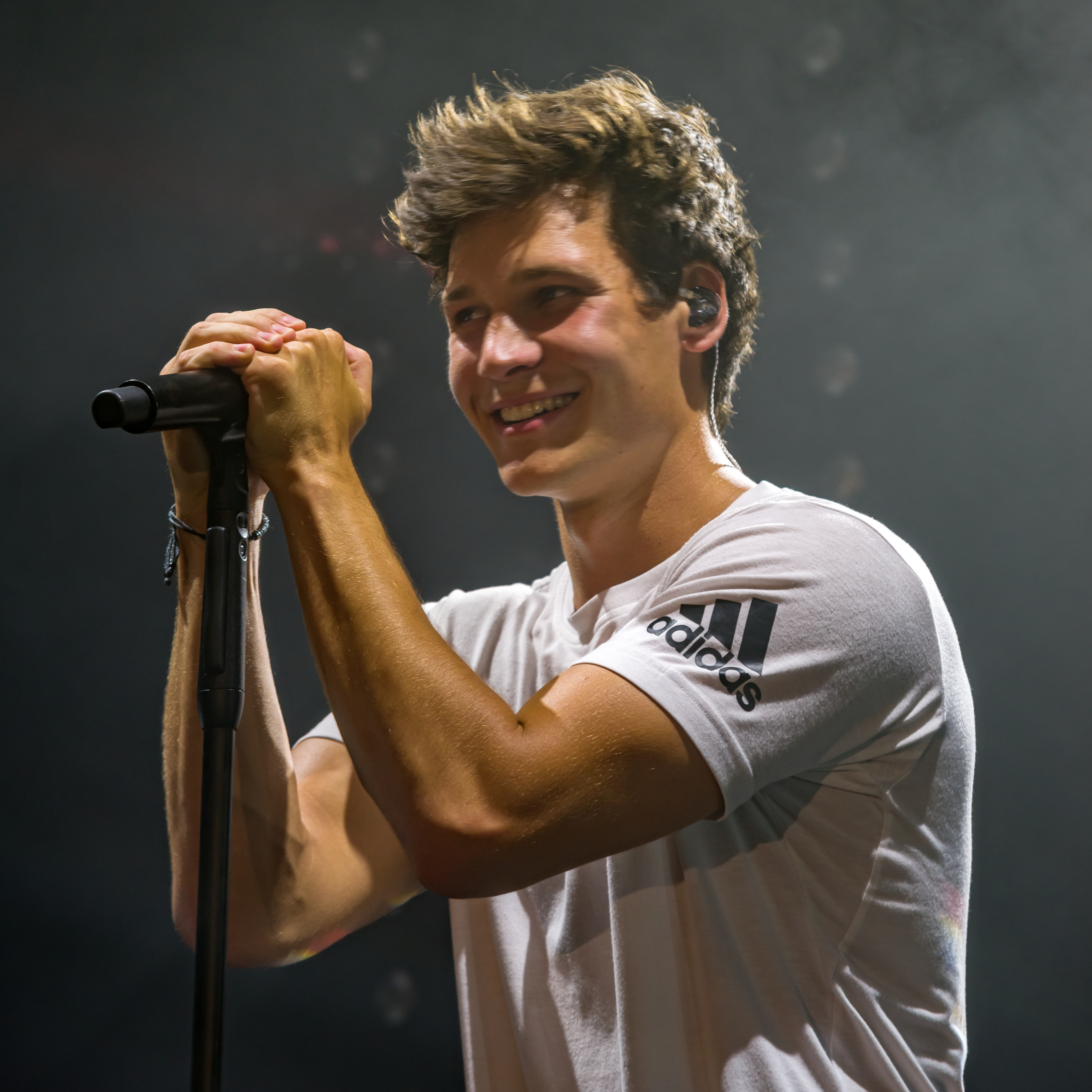
Wincent Weiss podczas Zelt-Musik-Festival w 2018 roku we Fryburgu Bryzgowijskim

Wincent Weiss (ur. 21 stycznia 1993 w Eutin) – niemiecki piosenkarz popowy i model. Z początku znany z udziału w Deutschland sucht den Superstar w 2013.

## Kariera
W 2013 roku Wincent wziął udział w dziesiątym sezonie niemieckiego talent show Deutschland sucht den Superstar, niemiecka adaptacja Idola. Po sukcesie w przesłuchaniach stał się jednym z 29 najlepszych uczestników, lecz poległ w drodze do show na żywo. W 2015 niemieckie duo DJ-ów Gestört aber GeiL i Koby Funk wyprodukowali remix jego interpretacji „Unter meiner Haut”, akustycznego coveru tak samo zatytułowanej piosenki Elif Demirezer, którego wcześniej udostępnił w serwisie YouTube. Utwór znalazł się na 6. pozycji Niemieckiej Singlowej Liście Przebojów i zdobyła certyfikat platyny wystawiony przez Bundesverband Musikindustrie (BVMI).
Pierwszy solowy singiel Wincenta wydany tego samego roku „Regenbogen” nie dotarł do list przebojów. W 2016 Weiss opublikował następny singiel pt. „Musik sein”, który był sukcesem w niemieckojęzycznej części Europy, pojawiając się w Top 10 na listach w Austrii i Szwajcarii. Kolejny singiel, „Feuerwerk” wydany w 2017 dotarł do Top 30 w Niemczech i Szwajcarii oraz poprzedzał jego nadchodzący pierwszy solowy album Irgendwas gegen die Stille wydany w kwietniu 2017 roku. Album osiągnął komercyjny sukces. Znajdował się na 3. miejscu w Niemczech i 4. w Szwajcarii, a później pokrył się złotem w Niemczech. Wznowienie albumu wydano rok później.

## Dyskografia

### Albumy
| Dane dot. albumu                                                                                                 | Najwyższe pozycje na listach | Najwyższe pozycje na listach | Najwyższe pozycje na listach | Certyfikat                                    | Sprzedaż                       |
| Dane dot. albumu                                                                                                 | GER                          | AUT                          | SWI                          | Certyfikat                                    | Sprzedaż                       |
| --- | ---------------------------- | ---------------------------- | ---------------------------- | --------------------------------------------- | ------------------------------ |
| Irgendwas gegen die Stille - Wydany: 14 kwietnia 2017 - Wytwórnia: Vertigo Berlin - Format: CD, digital download | 3                            | 14                           | 4                            | - GER: platynowa płyta - SWI: platynowa płyta | - GER: 200,000+ - SWI: 20,000+ |
| Irgendwie anders - Wydany: 29 marca 2019 - Wytwórnia: Vertigo Berlin - Format: CD, digital download              | 2                            | 8                            | 2                            | - GER: zlota płyta                            | - GER: 100,000+                |
| Vielleicht irgendwann - Wydany: 7 maja 2021 - Wytwórnia: Vertigo Berlin - Format: CD, boxset, digital download   | 1                            | 1                            | 2                            | brak                                          | brak danych                    |

### Single
| Rok                                                      | Tytuł                                      | Najwyższe pozycje na listach | Najwyższe pozycje na listach | Najwyższe pozycje na listach | Certyfikat                                | Sprzedaż                       | Album                      |
| Rok                                                      | Tytuł                                      | GER                          | AUT                          | SWI                          | Certyfikat                                | Sprzedaż                       | Album                      |
| -------------------------------------------------------- | ------------------------------------------ | ---------------------------- | ---------------------------- | ---------------------------- | ----------------------------------------- | ------------------------------ | -------------------------- |
| 2015                                                     | „Regenbogen”                               | –                            | –                            | –                            | brak                                      | brak danych                    | Irgendwas gegen die Stille |
| 2016                                                     | „Musik sein”                               | 27                           | 8                            | 10                           | - GER: platynowa płyta - AUT: złota płyta | - GER: 400,000+ - AUT: 15,000+ | Irgendwas gegen die Stille |
| 2017                                                     | „Feuerwerk”                                | 26                           | –                            | 28                           | - GER: platynowa płyta - AUT: złota płyta | - GER: 400,000+ - AUT: 15,000+ | Irgendwas gegen die Stille |
| 2017                                                     | „Frische Luft”                             | 79                           | –                            | –                            | - GER: złota płyta                        | - GER: 200,000+                | Irgendwas gegen die Stille |
| 2018                                                     | „An Wunder”                                | 12                           | 22                           | 7                            | - GER: złota płyta - AUT: złota płyta     | - GER: 200,000+ - AUT: 15,000+ | Irgendwie anders           |
| 2018                                                     | „Hier mit dir”                             | 60                           | –                            | 45                           | brak                                      | brak danych                    | Irgendwie anders           |
| 2019                                                     | „Pläne”                                    | 76                           | –                            | –                            | brak                                      | brak danych                    | Irgendwie anders           |
| 2019                                                     | „Kaum erwarten”                            | 51                           | –                            | 87                           | brak                                      | brak danych                    | Irgendwie anders           |
| 2019                                                     | „Einmal im Leben”                          | 60                           | –                            | 37                           | brak                                      | brak danych                    | Irgendwie anders           |
| 2019                                                     | „Kein Lied”                                | –                            | –                            | –                            | brak                                      | brak danych                    | Irgendwie anders           |
| 2020                                                     | „So gut” (oraz Achtabahn)                  | –                            | –                            | –                            | brak                                      | brak danych                    | –                          |
| 2021                                                     | „Was habt ihr gedacht”                     | 46                           | –                            | –                            | brak                                      | brak danych                    | –                          |
| 2021                                                     | „Wie es mal war”                           | –                            | –                            | –                            | brak                                      | brak danych                    | Vielleicht irgendwann      |
| 2021                                                     | „Wer wenn nicht wir”                       | 12                           | 65                           | 51                           | - AUT: złota płyta                        | - AUT: 15,000+                 | Vielleicht irgendwann      |
| 2021                                                     | „Wo die Liebe hinfällt”                    | –                            | –                            | –                            | brak                                      | brak danych                    | Vielleicht irgendwann      |
| 2021                                                     | „Winter”                                   | –                            | –                            | –                            | brak                                      | brak danych                    | Vielleicht irgendwann      |
| 2021                                                     | „Die guten Zeiten” (oraz Johannes Oerding) | 14                           | –                            | –                            | brak                                      | brak danych                    | Vielleicht irgendwann      |
| „–” oznacza, że singel nie był notowany na danej liście. |                                            |                              |                              |                              |                                           |                                |                            |

### Z gościnnym udziałem
| Rok  | Tytuł                                                                        | Najwyższe pozycje na listach | Najwyższe pozycje na listach | Certyfikat            | Sprzedaż        | Album             |
| Rok  | Tytuł                                                                        | GER                          | AUT                          | Certyfikat            | Sprzedaż        | Album             |
| ---- | ---------------------------------------------------------------------------- | ---------------------------- | ---------------------------- | --------------------- | --------------- | ----------------- |
| 2015 | „Unter meiner Haut” (Gestört aber GeiL, Koby Funk, gościnnie: Wincent Weiss) | 6                            | 25                           | - GER: 3× złota płyta | - GER: 600 000+ | Gestört aber GeiL |

### Single promocyjne
| Rok  | Tytuł                         | Najwyższe pozycje na listach | Album                      |
| Rok  | Tytuł                         | GER                          | Album                      |
| ---- | ----------------------------- | ---------------------------- | -------------------------- |
| 2017 | „Nur ein Herzschlag entfernt” | 80                           | Irgendwas gegen die Stille |

### Inne notowane utwory
| Rok  | Tytuł      | Najwyższe pozycje na listach | Album                 |
| Rok  | Tytuł      | GER                          | Album                 |
| ---- | ---------- | ---------------------------- | --------------------- |
| 2021 | „Weit weg” | 90                           | Vielleicht irgendwann |